# Naturschutzgebiet Krummenhagener See
Koordinaten: 54° 14′ 26″ N, 13° 1′ 42,3″ O

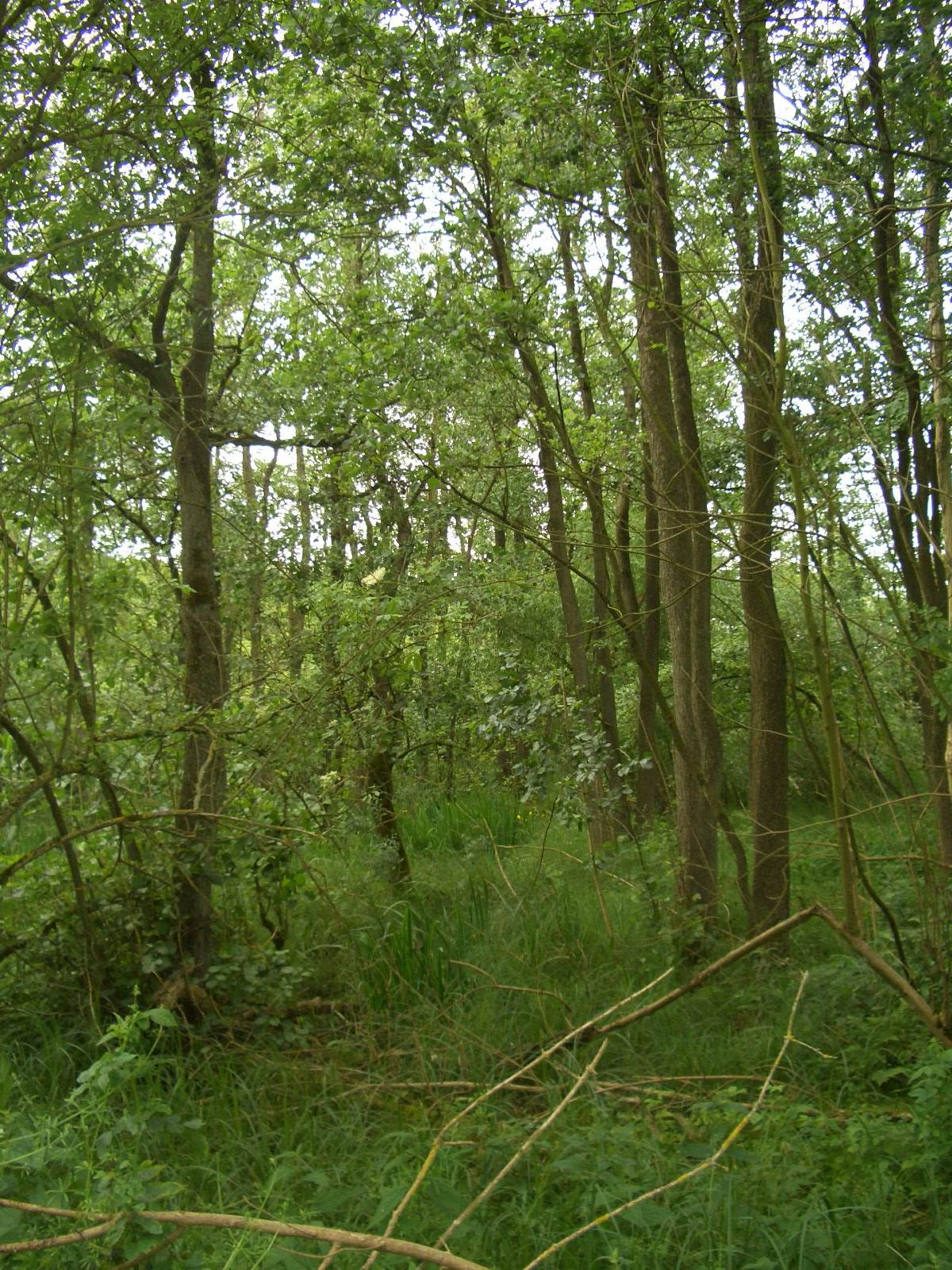
Erlenbruchwald

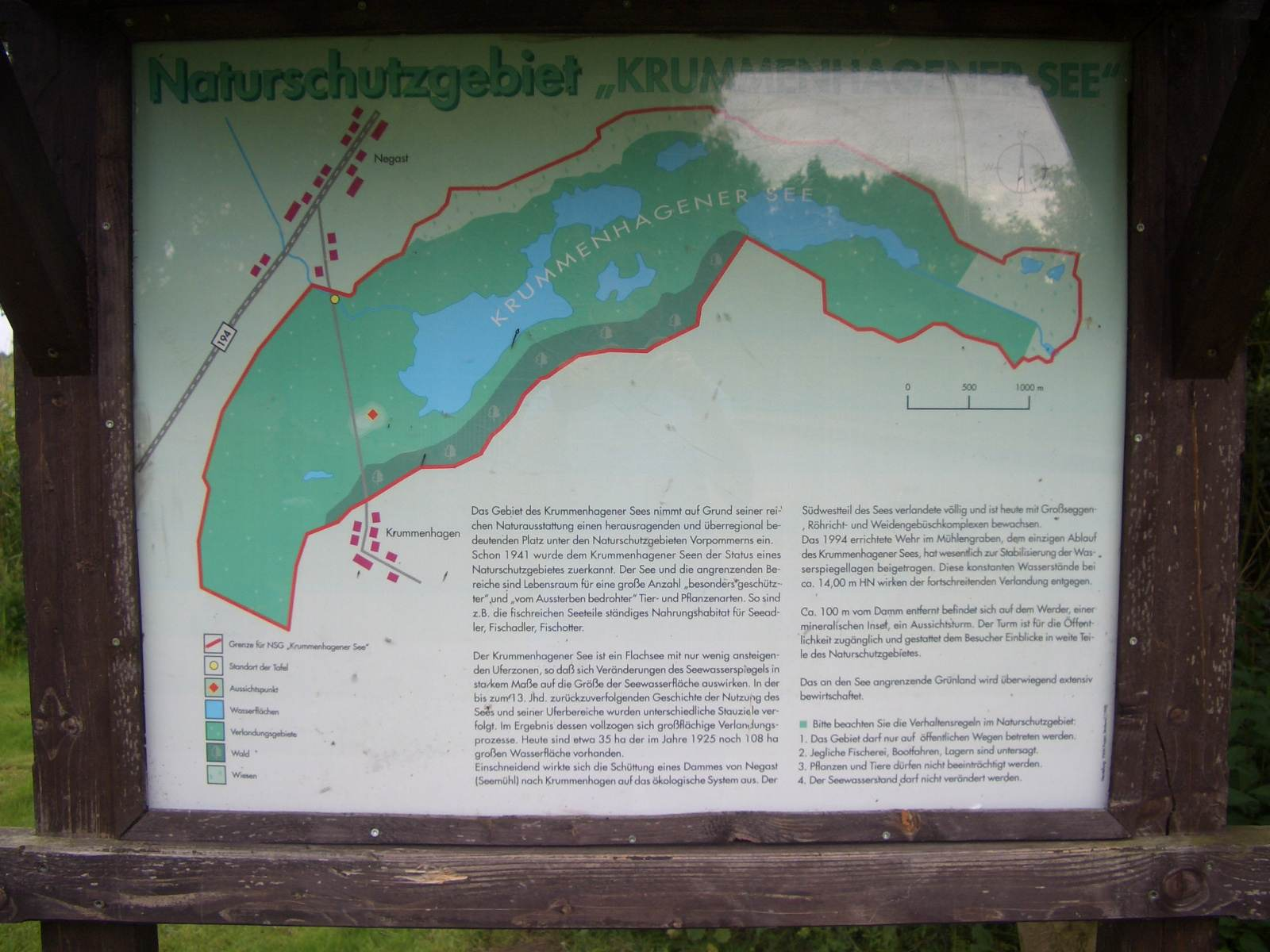
Informationstafel

Das Naturschutzgebiet Krummenhagener See ist ein 263 Hektar umfassendes Naturschutzgebiet in Mecklenburg-Vorpommern ungefähr acht Kilometer südlich der Hansestadt Stralsund. Umliegende Orte sind Krummenhagen, Negast und Zarrendorf. Das Gebiet wird westlich von der Bundesstraße 194 gestreift. Die Flächen sind nach EU-Recht Bestandteil des FFH-Gebiets Krummenhagener See, Borgwallsee und Pütter See und des Vogelschutzgebiets Nordvorpommersche Waldlandschaft. Die Ausweisung erfolgte am 3. Oktober 1941 vor allem aufgrund der hohen avifaunistischen Bedeutung.
Der Gebietszustand wird als befriedigend eingestuft. Durch einen im Jahr 1994 gebauten Stau wird der Wasserstand konstant gehalten. Der befahrbare Krummenhagener Damm führt durch das Gebiet. Eine Aussichtskanzel ermöglicht dort Blicke auf die Freiwasserfläche.

## Geschichte und Wasserhaushalt
Der Krummenhagener See entstand während der letzten Eiszeit innerhalb einer Sanderfläche. Schmelzwasser des abtauenden Gletschers durchfloss den Bereich und schürfte die Vertiefung der heutigen Seefläche aus. In den folgenden Jahrtausenden füllten bis zu drei Meter mächtige Mudden den abflusslosen See, auf denen in geringer Mächtigkeit Torf aufwuchs. Die heutigen Seetiefen liegen oft unter 0,5 Meter. Menschliche Nutzung ist seit dem 13. Jahrhundert durch das Kloster Neuenkamp belegt. Der See wurde fischereilich genutzt und für den Betrieb von Wassermühlen in Stralsund angestaut, wobei das Seewasser über den Mühlengraben, Borgwallsee und Pütter See abfloss. Auch direkt am Seeauslauf wurde bis 1859 eine Wassermühle betrieben. Mit Aufgabe der Mühlennutzung wurde der Seespiegel abgesenkt. Der Umfang der freien Wasserfläche nahm stark ab. Der damals 250 Hektar umfassende See teilte sich in sechs einzelne Freiwasserbereiche. Die Verlandung des eutrophen Sees beschleunigte sich.
Durch zwei Pumpwerke wird Wasser aus den angrenzenden Niedermoorflächen in den See gepumpt, der in den Borgwallsee über den Mühlengraben entwässert wird.

## Pflanzen- und Tierwelt
Der Großteil des Sees wird von Röhrichtbeständen mit Schilf eingenommen. In den Einzelseen wachsen Kieselalgen, Hornblatt, Kamm-Laichkraut, Wasserschlauch, Froschbiss und Teichrosen. Krebse leben im See. Am Südrand geht der See in einen Bruchwald über.
Aus ornithologischer Sicht bedeutsam sind die Vorkommen von Seeadler und Fischadler. Brutvögel im Naturschutzgebiet sind Rohrweihe, Graugans, Rothalstaucher, Teichrohrsänger, Bartmeise, Bekassine, Wasserralle, Rohrschwirl und Schlagschwirl, Kranich und Rohrdommel. Die großen Freiwasserflächen sind bedeutende Rastplätze zahlreicher Wasservogelarten, wie Grau-, Waldsaat- und Blässgans, Sing- und Zwergschwan. Der Fischotter lebt im Gebiet.